# Euagathis brevitibialis
Euagathis brevitibialis är en stekelart som beskrevs av Van Achterberg 2004. Euagathis brevitibialis ingår i släktet Euagathis och familjen bracksteklar. Inga underarter finns listade i Catalogue of Life.